# Лафорет, Кармен
Ка́рмен Лафоре́т Ди́ас (исп. Carmen Laforet Díaz; 6 сентября 1921[…], Esquerra de l'Eixample — 28 февраля 2004[…], Махадаонда, Мадрид) — испанская писательница, большая часть творческой деятельности которой пришлась на годы франкистского режима. Её самое известное произведение — роман «Ничто» (Nada).

## Биография
Родилась в Барселоне 6 сентября 1921 г. в семье барселонского архитектора и толедской учительницы. Когда ей было два года, её семья переехала на Канарские острова (остров Гран Канария). Здесь прошли её детство и отрочество, здесь же родились её младшие братья Эдуардо и Хуан, с которыми она всегда ладила. Когда умерла её мать, отец женился снова, и с мачехой Кармен была в плохих отношениях. В 1939 она вернулась на материк, чтобы изучать философию в Барселоне, и провела там три года. Затем перевелась в Мадридский Центральный Университет на юридический факультет, но так и не окончила его.
В 1945 опубликовала роман «Ничто», за который получила премию Надаля. Роман имел большой успех и принес ей литературную славу. Через год Кармен вышла замуж за журналиста и критика Мануэля Сересалеса, от которого у неё было пятеро детей. Двое из них — Агустин и Сильвия — впоследствии тоже стали писателями. Брак распался в 1970 г.
В 1950 г. вышел её второй роман, «Остров и демоны» (La isla de los demonios), действие которого происходит на Канарских островах; в 1955 — роман «Новая женщина» (La mujer nueva), проникнутый религиозными настроениями. За ними последовал роман «Солнечный удар» (La insolación, 1963), первый том задуманной ею трилогии «Три шага вне времени» (Tres pasos fuera del tiempo).
В 1965 г. совершила поездку в США, о которой впоследствии написала очерк «Моя первая поездка в США» (1981); там она познакомилась с романистом Рамоном Сендером, с которым у неё завязалась интересная переписка, опубликованная в 2003 г. её дочерью Кристиной. Кармен Лафорет писала также повести, рассказы и путевые очерки. Среди её сборников рассказов выделяются «Призыв» (La llamada, 1954) и «Девочка и другие рассказы» (La niña y otros relatos, 1970). Почти всё творчество Лафорет вращается вокруг одной центральной темы: противостояния юношеского идеализма и окружающей героя посредственности.
В старости Лафорет отошла от общественной жизни в связи с развившейся у неё болезнью Альцгеймера. Она скончалась в Мадриде 28 февраля 2004 г. Её именем был назван ряд улиц в разных испанских городах, площадь в Барселоне и колледж в Мадриде. Её роман «Ничто» дважды экранизировался: в 1947 в Испании (режиссёр Эдгар Невиль) и в 1956 в Аргентине (режиссёр Леопольдо Торре Нильссон).

## Романы
- Ничто (Nada, 1945)
- Остров и демоны (La isla y los demonios, 1952)
- Новая женщина (La mujer nueva, 1955)
- Солнечный удар (La insolación, 1963)
- Повернув за угол (Al volver la esquina, 2004) (продолжение романа «Солнечный удар»).